# Peremérték-probléma
A matematikában, differenciálegyenletek területén, a határérték probléma egy differenciálegyenlet egy sor korlátozással, amiket peremfeltételeknek nevezünk. A peremérték probléma megoldása a differenciálegyenlet azon megoldása, amely kielégíti a peremfeltételeket.
A peremérték-problémák a fizika több ágában megjelennek, mint bármely más differenciálegyenlet. A fontos peremérték-problémák egyik tág osztálya a Sturm–Liouville problémák.
Ahhoz, hogy egy peremérték-probléma hasznos legyen valamilyen alkalmazás során, ahhoz jól meg kell legyen határozva. Ez azt jelenti, hogy a bemeneti problémának csak egy megoldása van, ami folyamatosan függ a bemenettől. A parciális differenciálegyenletek terén végzett munkák bizonyítják, hogy a tudományos és mérnöki alkalmazásokból származó peremérték-problémák jól meg vannak határozva.
A legelső tanulmányozott peremérték-probléma a Dirichlet-probléma, a harmonikus függvények (a Lagrange-egyenlet megoldásai) megtalálása.

## Kezdeti érték probléma
A különbség a kezdeti érték probléma és a peremérték-probléma között abban áll, hogy a kezdeti érték problémában minden feltétel meg van határozva az egyenletben szereplő független változó ugyanazon értékére (és ez az érték az alsó határ közelében van, ezt nevezzük "kezdeti" értéknek). Más szóval, a peremérték-problémának meghatározott feltételei vannak a független változó szélső értékeire. Például a független változó legyen az idő, ami a [0,1] intervallumról vesz értékeket, akkor egy kezdeti érték probléma meghatározza az y(t) és y'(t) értékeket t=0 pillanatban, mig a peremérték-probléma meghatározza az y(t) értéket t=0 és t=1 időpillanatra is.
Ha a probléma függ a tértől és időtől is, akkor ahelyett, hogy meghatároznánk a probléma értékét egy adott pontra minden időpillanatban, ahelyett meghatározható egy adott időpillanatban minden pontra. Például egy vas rúd egyik végét abszolút nulla fokon, mig a másikat a viz forráspontján tartjuk, akkor ez egy peremérték-probléma lesz.
Konkrétan egy példa a peremérték-problémára (egydimenziós térben)
{\displaystyle y''(x)+y(x)=0\,}
amit meg kell oldanunk y(x) ismeretlen függvény esetén, a következő peremérték feltételekre
{\displaystyle y(0)=0,\ y(\pi /2)=2.}
Peremérték feltételek nélkül az egyenlet általános megoldása
{\displaystyle y(x)=A\sin(x)+B\cos(x).\,}
Az y(0)=0 peremérték feltételből következik
{\displaystyle 0=A\cdot 0+B\cdot 1}
ahonnan {\displaystyle B=0.} Az {\displaystyle y(\pi /2)=2} peremérték feltételből
{\displaystyle 2=A\cdot 1}
így {\displaystyle A=2.} Ez esetben az egyedi megoldás
{\displaystyle y(x)=2\sin(x).\,}

## Peremérték-problémák tipusai

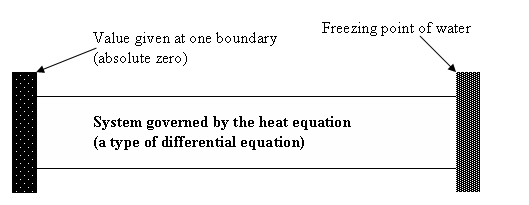
A peremérték probléma egy ideális 2D rúd esetén

Ha a peremérték egy értéket ad a probléma deriváltjának, akkor ez egy Neumann peremérték feltétel. Például, ha melegítjük egy vasrúd egyik végét, akkor az energia konstans ütemben fog hozzáadódni, de a pillanatnyi hőmérséklet nem lesz ismert.
Ha a határérték egy értéket ad a problémának, akkor ez egy Dirichlet peremérték feltétel. Például, ha egy vasrúd egyik végét abszolút nulla fokon tartjuk, akkor a probléma értéke ismert lesz ebben a pontban a térben.
Ha a peremérték alakja egy görbe vagy egy felület, ami megadja a derivált és a probléma értékét is egy időben, akkor ez egy Cauchy peremérték feltétel.

## Külső linkek
- Linear Partial Differential Equations: Exact Solutions and Boundary Value Problems at EqWorld: The World of Mathematical Equations.